# Intel486 DX

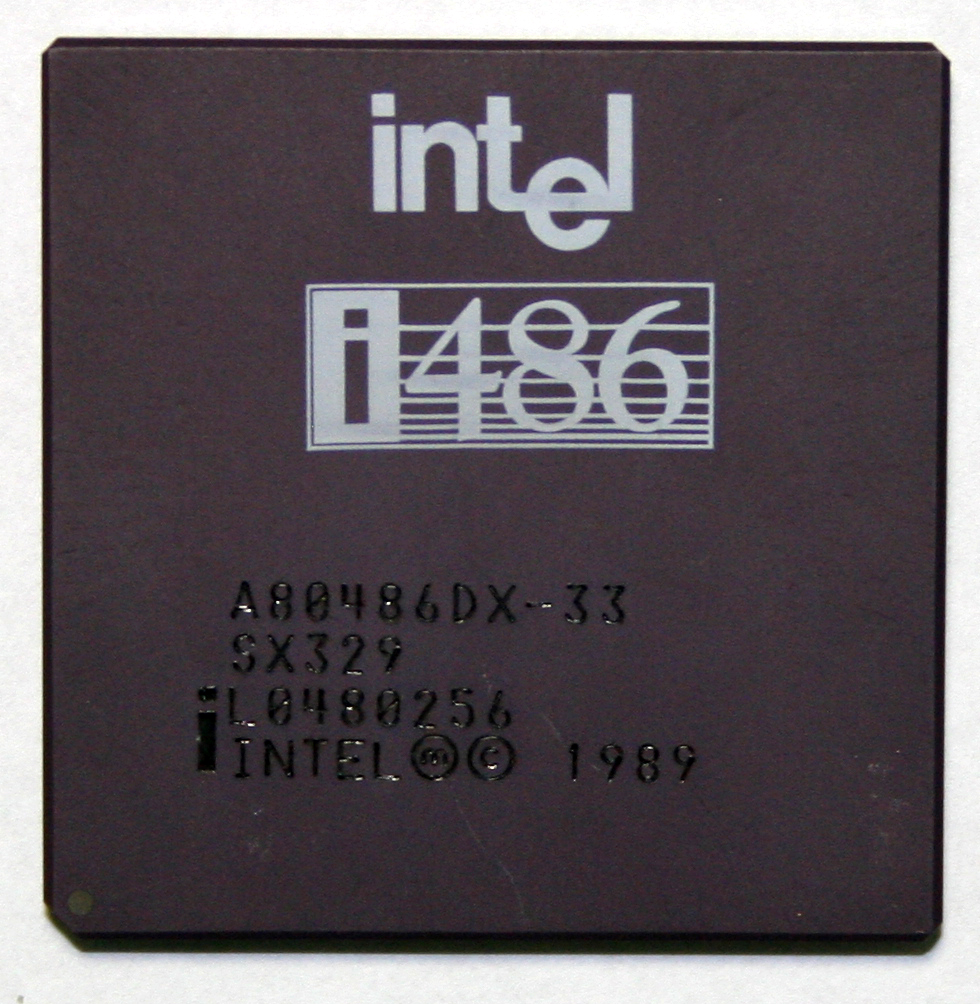
Intel486 DX-33

Intel486 DXは、インテルが1989年にリリースしたIntel486シリーズの32ビットマイクロプロセッサ(CPU)である。i486DX、486DXとも表記される（Intelを略すときは通常はDXの前にスペースを開けない）。
80386の後継であり、486シリーズの最初に登場した。当初は「80486」ないし略して486としていたが、廉価版の486SXの出現以降は486DXとされた。

## 386との相違点
- 386ではプロセッサには内蔵されていなかったキャッシュがプロセッサに内蔵された。容量は8Kiバイト。
- Pipelining- This allows the processor to handle a LocateFetchExecute each clock cycle. The pipeline is offset meaning the execute step required information from the previous two clock cycles. A locate would be to feed the next fetch, the fetch would be to feed the next execute. The 386 needs to do each step separately.
- Virtual Memory Handler- Hardwired programming to handle swapping memory to hard drive.
- Integrated FPU- Added accelerated high end math functions.

486は32ビットのデータバスを持つ。これはメモリを、30ピンのSIMMを複数か、もしくは72ピンのSIMMを1つ使用可能である。また、486は32ビットのアドレスバスを4GBまでメモリに持つことができる。ただしこの当時このような大容量のメモリは存在していない。
初期の486を搭載したPC/AT互換機は、VESA ローカルバスをビデオカードやSCSI経由のハードディスクドライブの接続に用いたものが多かった。このバスの転送速度はマザーボードの周波数に依存した。